# Villanueva de Guadamejud
Villanueva de Guadamejud – gmina w Hiszpanii, w prowincji Cuenca, w Kastylii-La Mancha, o powierzchni 30,61 km². W 2011 roku gmina liczyła 104 mieszkańców.